# 性暴力犯罪の処罰及び被害者保護等に関する法律
性暴力犯罪の処罰及び被害者保護等に関する法律（せいぼうりょくはんざいのしょばつおよびひがいしゃほごとうにかんするほうりつ）（略称「性暴行特別法」）は、性犯罪の急増や性犯罪被害の深刻さから、1994年1月5日に法律4702号として制定された韓国の法律である。性暴力犯罪の処罰等に関する特例法並びに性暴力の防止及び被害者の保護等に関する法律の制定に伴い2010年4月15日に廃止された。

## 概要
同法1条で「性暴力犯罪を予防し、その被害者を保護して、性暴力犯罪の処罰及びその手続きに関する特例を規定することにより国民の人権伸張及び健康な社会秩序の確立に寄与すること」という目的を掲げ、同法2条では性暴力犯罪の範囲を、刑法及びこの法律の性に関連した犯罪に限定している。第2章の「性暴力犯罪の処罰及び手続きに関する特例」では性暴力犯罪についてその処罰及び手続きについての特例を定め、法院が刑の宣告を猶予する場合には、1年間保護観察に付すことを命じうる。性暴力犯罪を犯したものが少年である場合はかならず保護観察が付される。

## 参考資料・関連項目
- 尹龍沢・姜京根 編著『現代の韓国法 - その理論と動態』有信堂
- 大韓民国の政治